# Thrombasthénie de Glanzmann

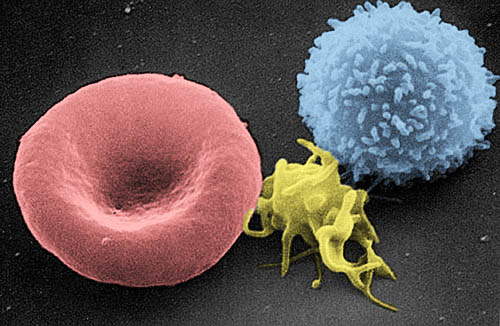
De gauche à droite: érythrocyte, thrombocyte et leucocyte

Transmission autosomique récessive

La thrombasthénie de Glanzmann est une maladie hémorragique rare, due à un déficit au niveau des plaquettes en Glycoprotéine IIb/IIIa (en), entraînant une absence ou une diminution de l'agrégation plaquettaire. Cette maladie touche autant les femmes que les hommes et est généralement transmise génétiquement, sur mode autosomique récessif,, et peut dans certains cas se développer sous forme de maladie autoimmune

## Symptômes
Cette pathologie se manifeste principalement par des saignements, avec une fréquence d'apparition supérieure au niveau des muqueuses:
- Ménorragies abondantes
- Epistaxis
- Gingivorragies
- Saignements gastro-intestinaux
- Saignements post-partum
- Ecchymoses
- Hématurie

Ces saignements peuvent être plus ou moins abondants en fonction des individus, allant d'une simple ecchymose à une hémorragie, pouvant engager le pronostic vital dans certains cas.

## Éponyme
Cette maladie tient son nom du Dr Edouard Glanzmann, un pédiatre suisse qui a été le premier à la décrire.